# Argyresthia triplicata
Argyresthia triplicata is een vlinder uit de familie van de pedaalmotten (Argyresthiidae). De wetenschappelijke naam van de soort werd in 1914 gepubliceerd door Edward Meyrick.